# Nik Zagranichny
Nik Zagranichny –en hebreo, ניק זגרניצ'ני; en ruso, Николай Заграничный; Nikolai Zagranichny– (21 de noviembre de 1969) es un deportista israelí de origen ucraniano que compitió en lucha grecorromana. Ganó una medalla de plata en el Campeonato Europeo de Lucha de 1993, en la categoría de 48 kg.

## Palmarés internacional
| Campeonato Europeo | Campeonato Europeo | Campeonato Europeo | Campeonato Europeo |
| Año                | Lugar              | Medalla            | Categoría          |
| ------------------ | ------------------ | ------------------ | ------------------ |
| 1993               | Estambul (Turquía) | Medalla de plata   | 48 kg              |